# Night (кантата)
Night (англ. Ніч) — музичний твір композитора Бена Джонстона, написаний 1955 року.
Кантата Night створена на замовлення Фестивалю сучасних мистецтв 1955 року. Вона заснована на однойменному тексті Робінсона Джефферса та присвячена батькові Бена Джонстона, який був прихильником поезії Джефферса. Композитор любив цей вірш ще й тому, що він нагадував йому про часи учнівства у Гаррі Парча в Гуалалі, бо його рядки містили відсилання до океанського міста Монтерей у Каліфорнії.

Перші такти кантати

Night виконується баритоном, жіночим хором та камерним ансамблем (кларнет, валторна, труба, тромбон, литаври, там-тами, віолончель та контрабас). Кантата складається з десяти частин. Сольні партії баритона виконуються під акомпанемент оркестру, а хор співає а капела або на фоні дронного звучання. На думку музикознавиці Хайді фон Гунден, кантата має неокласичний характер, а вокал поєднується з музикою, нагадуючи океан: «Інструментальні дрони та остинато підкреслюють стабільність океану, а часті зміни розміру вказують на постійні зміни; вокальні лінії нагадують хвилі через незначні висхідні та спадаючі патерни».
Прем'єра кантати відбулася на Фестивалі сучасних мистецтв в Університеті Іллінойсу 14 березня 1955 року. Диригент — Бернард Гудмен, соліст — Брюс Фут.